# Alchemilla thaumasia
Alchemilla thaumasia är en rosväxtart som beskrevs av A. Plocek. Alchemilla thaumasia ingår i släktet daggkåpor, och familjen rosväxter. Inga underarter finns listade i Catalogue of Life.